# كانكي
كانكي هي بلدة ريفية موريتانية تقع في مقاطعة كيهيدي في منطقة كوركول الواقعة في جنوب موريتانيا.

## الموقع
تقع بلدة كانكي في مقاطعة كيهيدي الواقعة في غرب منطقة كوركول في موريتانيا، وتبلغ مساحتها 567 كيلومتر مربع، ويحدها من جهة الشمال بلدية جلوار، ويحدها من جهة الشرق بلدية أزكليم التياب وبلدية لكصيبة 1، ويحدها من جهة الجنوب بلدية جول، بينما يحدها من جهة الجنوب الغربي بلدية كيهيدي وبلدية انيير والو.

## السكان
شهدت بلدة كانكي نموًّا سكانيًّا ملحوظًا خلال القرن الحادي والعشرين، حيث ارتفع عدد سكان البلدة من 4902 نسمة في عام 2000، إلى 7294 نسمة في عام 2013 بمُعدل نمو سنوي بلغ 3.3٪ على مدى 13 عامًا.

## التاريخ
تأسست بلدة كانكي بموجب المرسوم الصادر في 20 أكتوبر عام 1987 بشأن تأسيس البلديات الموريتانية.

## الإدارة

### قائمة حكام البلدة
| اسم العمدة | تاريخ تولي المنصب | تاريخ ترك المنصب |
| ---------- | ----------------- | ---------------- |
| كانكاابو   | ديسمبر 2006       |                  |

## الاقتصاد
تُشكل الزراعة النشاط الاقتصادي الرئيسي لسكان بلدة كانكي مثلهم في ذلك مثل سكان جميع البلدات الموريتانية الموجودة في المنطقة تقريبًا. ومع ذلك فلا يزال اقتصاد البلدة متواضعًا وهش بسبب ما يواجهه من عقبات تُعرقل محاولات تنميته، ولا سيما الظروف المناخية أو قلة الإمكانيات المتوفرة للمزارعين. وفي سبيل للتغلب على هذه المعوقات، قامت الحكومة الموريتانية بالتعاون مع المنظمات غير الحكومية المختلفة لتمويل عدد من المشاريع التي تُساعد على تحسين الظروف المعيشية لسكان البلدة، مثل مشروع التنمية الزراعية ببلدية كنكي لاستصلاح 25000 هكتار من الأراضي الزراعيّة بالبلدة على عدة مراحل، والذي ساهمت في تمويله الحكومة الموريتانية بالتعاون مع عدد من الشركات الخاصّة كان من بينها شركة الراجحي السعودية وشركة الكنانة السودانية لتوفير رأس مال المشروع الذي بلغت قيمته 150مليون دولار أمريكي. كان المشروع يهدف لتحقيق الاكتفاء الذاتي من الحبوب لسكان البلدة والبلدات المحيطة، وكان من المتوقع أن يثمر المشروع عن إنتاج 18000طن من القمح خلال سنة 2011، بالإضافة إلى 15000 طنًا من الذرة وحوالي 12000 طنًا من البطاطس في نفس الفترة.

## المساعدات الإنسانية
نظمت الحكومة الموريتانية في أعقاب لسيول التي ضربت بلدة كانكي في عام 2019 عملية إغاثية لتوزيع المواد الغذائية والخيام والحصير لمساعدة 204 أسرة متضررة من الحوادث.